# August von Haeseler

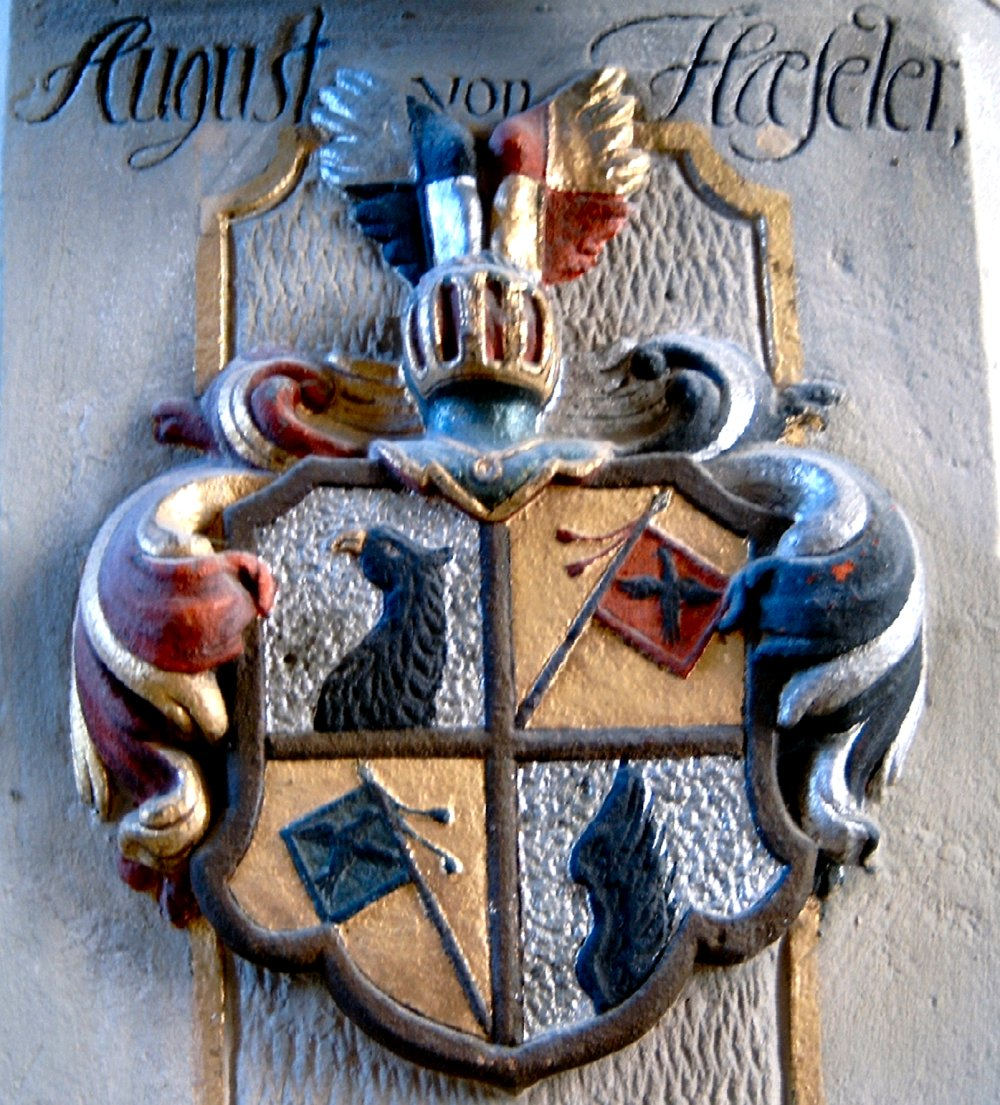
Wappen in der Dorfkirche Klosterhäseler

August Haeseler, seit 1733 von Haeseler, (* 4. August 1693 in Magdeburg; † 14. September 1769) war königlich-preußischer Regierungsrat und Ordensempfänger. Er diente auf Wunsch Friedrichs des Großen als Gesandter in Kopenhagen. Für seine Verdienste um das Königreich Preußen wurde er gemeinsam mit seinem jüngeren Bruder Gottlieb von Haeseler am 31. März 1733 in den preußischen Adelsstand erhoben. Er erbte nach dem Tod seines Bruders Gottfried Haeseler dessen Rittergüter Klosterhäseler und Gößnitz mit Dittersroda und Pleismar. Mitbesitzer war Gottlieb von Haeseler, den er 1734 auszahlte.
Im kursächsischen Reichsvikariat erfolgte am 10. Januar 1742 in Dresden seine Erhebung in den Reichsritterstand. 
Er war Angehöriger der Familie Haeseler und ein Sohn des Magdeburger Handelsherren Valentin Haeseler. Von 1722 bis 1724 ließ er in Magdeburg das Haus Zum freundlichen Gesicht errichten. Geheiratet hat er Christiana Cramer († 1764). Aus dieser Ehe gingen sechs Kinder hervor, darunter Friedrich August von Haeseler der nach dem Tod des Vaters dessen Güter übernahm. Einer der Schwiegersöhne Haeselers war der Kreishauptmann Peter von Hohenthal. August von Haeselers Großvater Heinrich Haeseler (1629–1709) aus Braunschweig war zugleich Urururgroßvater des preußischen Generalleutnants Willy von Haeseler, der der 1801 nobilitierten mecklenburgischen Familienlinie angehörte.

## Familie
Er war mit Johanne Christiana Cramer († 10. Oktober 1764) verheiratet. Das Paar hatte folgende Kinder:
- Johann August (* 1. Oktober 1724; † 24. April 1763), Legationsrat Gesandter in Kopenhagen ⚭ 17. Juli 1758 Gräfin Sophia Dorothea von Podewils (* 18. November 1735; † 14. August 1802), Tochter des ehemaligen Kriegsministers Heinrich Graf von Podewils; Eltern der Hofdame Karoline Friederike von Berg
- Christiane Marie (* 1726; † 22. November 1757) ⚭ 28. Juni 1746 Christian Ernst von Randow (* 30. April 1717; † 12. Juni 1785)
- Dorothea Elisabeth (* 18. April 1725; † 26. Oktober 1767) ⚭ 31. Januar 1747 Peter Freiherr von Hohenthal (* 2. September 1726; † 14. August 1794)
- Friedrich August (* 2. Dezember 1729; † 4. Februar 1796)

⚭ 18. Februar 1766 Karoline Luise Wilhelmine von Hopfgarten (* 1. November 1745; † 4. Februar 1767)
⚭ Sophie Luise Christine von Thümmel (* 3. Juli 1746; † 9. August 1781)
⚭ 4. März 1782 Sophie Wilhelmine von Wurmb (* 7. November 1761; † 20. September 1793)
- August Wilhelm (* 9. September 1734; † 15. April 1765), Dichter
- Johanna Sophie (* 29. September 1735; † 14. Oktober 1830) ⚭ 1. Februar 1767 Jakob Friedrich von Fritsch (1731–1814)